# Monaeses lucasi
Monaeses lucasi är en spindelart som först beskrevs av Władysław Taczanowski 1872.  Monaeses lucasi ingår i släktet Monaeses och familjen krabbspindlar.
Artens utbredningsområde är Guyana. Inga underarter finns listade i Catalogue of Life.